# Mikuma (tàu tuần dương Nhật)
Mikuma (tiếng Nhật: 三隈) là một tàu tuần dương hạng nặng của Hải quân Đế quốc Nhật Bản, là chiếc thứ hai trong tổng số bốn chiếc thuộc lớp Mogami. Tên của nó được đặt theo tên con sông Mikuma tại tỉnh Oita, Nhật Bản. Mikuma từng hoạt động trong Chiến tranh Thế giới thứ hai và bị máy bay Mỹ đánh chìm trong trận Midway ngày 6 tháng 6 năm 1942.

## Thiết kế và chế tạo
Được chế tạo trong Chương trình Tăng cường Hạm đội 1931, những chiếc trong lớp Mogami được thiết kế bởi Hiraga Yuzuru, và được chế tạo như những tàu tuần dương "hạng nhẹ" theo quy định của Hiệp ước Hải quân Washington; nhưng áp dụng những kỹ thuật mới nhất, trang bị năm tháp pháo đa dụng ba nòng 155 mm (6,1 inch) có góc nâng lên đến 55°. Để giảm trọng lượng, người ta áp dụng kỹ thuật hàn điện, sử dụng nhôm trong chế tạo cấu trúc thượng tầng, và chỉ có một ống khói duy nhất. Kiểu động cơ turbine hộp số mới, cùng với dàn hỏa lực phòng không rất hùng hậu, cho phép chúng có tốc độ rất nhanh và bảo vệ tốt.
Chúng tỏ ra khá lớn so với những chiếc tàu tuần dương hạng nhẹ, và các tháp súng được thiết kế sao cho có thể nhanh chóng chuyển đổi sang kiểu pháo 203 mm (8 inch) nòng đôi. Dù sao, lớp Mogami cũng mắc phải một số vấn đề kỹ thuật do thiết bị chưa được thử nghiệm và trọng lượng bên trên quá nặng tạo ra sự mất ổn định khi đi ngoài biển khơi trong thời tiết xấu.
Mikuma được hoàn tất tại xưởng đóng tàu của Mitsubishi tại Nagasaki vào ngày 29 tháng 8 năm 1935. Đến năm 1937 cả bốn chiếc trong lớp đều được "cải biến" thành những tàu tuần dương hạng nặng với mười khẩu pháo chính cỡ nòng 203 mm (8 inch). Các tháp súng cũ 155 mm ba nòng của nó được trang bị cho chiếc siêu-thiết giáp hạm Yamato; đồng thời đai giáp chống ngư lôi cũng được bổ sung để cải thiện độ ổn định. Tuy nhiên, việc tăng trọng lượng rẽ nước của con tàu đã làm giảm tốc độ tối đa.

## Lịch sử hoạt động

### Giai đoạn mở màn Thế Chiến II
Vào đầu năm 1941, từ căn cứ tiền phương của nó ở Hải Nam, Mikuma tham gia vào việc chiếm đóng Nam Kỳ tại Đông Dương sau khi Đế quốc Nhật Bản và chính phủ Vichy đạt được thỏa thuận về việc sử dụng các căn cứ không quân và hải quân tại đây từ tháng 7 năm 1941. Vào lúc diễn ra trận tấn công Trân Châu Cảng, Mikuma được giao nhiệm vụ hỗ trợ cuộc chiếm đóng Malaya trong thành phần Hải đội Tuần dương 7 thuộc Hạm đội Viễn chinh Phương Nam 1 của Phó Đô đốc Ozawa Jisaburo, trực tiếp bảo vệ cho các cuộc đổ bộ quân Nhật lên Singora, Patani và Kota Bharu.
Vào tháng 12 năm 1941, Mikuma được giao nhiệm vụ chiếm đóng Sarawak, cùng với tàu tuần dương Mogami hỗ trợ cuộc đổ bộ quân Nhật xuống Kuching. Vào tháng 2 năm 1942, Mikuma được giao nhiệm vụ bảo vệ các cuộc đổ bộ tại Java, Borneo và Sumatra. Ngày 10 tháng 2, Mikuma và tàu tuần dương Chokai bị tàu ngầm Mỹ USS Searaven tấn công với bốn quả ngư lôi, nhưng tất cả đều kh̀ông trúng đích.

### Trận chiến eo biển Sunda
Lúc 23 giờ 00 ngày 28 tháng 2 năm 1942, Mikuma và Mogami, tàu tuần dương hạng nhẹ Natori cùng các tàu khu trục Shikinami, Shirakumo, Murakumo, Shirayuki, Hatsuyuki và Asakaze đã đối đầu cùng tàu tuần dương Mỹ USS Houston và tàu tuần dương Australia HMAS Perth bằng hải pháo và ngư lôi sau khi các tàu chiến Mỹ tấn công các tàu vận tải Nhật Bản tại eo biển Sunda. Lúc 23 giờ 55 phút, Houston bắn trúng vào Mikuma, làm thiệt mạng sáu người và bị thương 11 người khác, cùng làm hỏng hệ thống điện, nhưng hư hỏng này nhanh chóng được khắc phục. Cả hai chiếc Houston và Perth đều bị đánh chìm trong trận đánh này, trong khi phía Nhật bị thiệt hại chiếc tàu vận tải Ryujo Maru cùng Trung tướng Imamura Hitoshi Tư lệnh Tập đoàn quân 16 Nhật.
Sang tháng 3, Mogami cùng Hải đội Tuần dương 7 đặt căn cứ tại Singapore để hỗ trợ cho cuộc đổ bộ quân Nhật lên Sumatra và chiếm đóng quần đảo Andaman.

### Không kích Ấn Độ Dương
Từ ngày 1 tháng 4 năm 1942, Hải đội Tuần dương 7 đặt căn cứ tại Mergui, Miến Điện hợp cùng Hải đội Tuần dương 4 để tham gia cuộc không kích Ấn Độ Dương. Mikuma, Mogami và tàu khu trục Amagiri được tách ra để thành lập "Đội phía Nam" với vai trò truy lùng các tàu buôn đối phương trong khu vực vịnh Bengal; trong khi Chōkai, tàu tuần dương hạng nhẹ Yura thuộc Hải đội Khu trục 4 và các tàu khu trục Ayanami, Yūgiri, Asagiri và Shiokaze đảm trách các khu vực phía Bắc. Trong quá trình chiến dịch, "Đội phía Nam" đã đánh chìm được các tàu buôn Anh Dardanus tải trọng 7.726 tấn, Ganara 5.281 tấn và Indora 6.622 tấn đang trên đường từ Calcutta đến Mauritius.
Ngày 22 tháng 4 năm 1942, Hải đội Tuần dương 7 quay trở về Kure, và Mikuma vào ụ tàu để được đại tu. Ngày 26 tháng 5, Hải đội Tuần dương 7 đi đến Guam để hỗ trợ cho Đội vận chuyển Đổ bộ của Chuẩn Đô đốc Tanaka Raizo đang chuẩn bị cho trận Midway. Thủy thủ đoàn của Mikuma được thông báo sau khi hoàn tất việc chiến đóng Midway như dự định, họ sẽ tiếp tục đi đến quần đảo Aleut và sau đó sẽ là Australia.

### Trận Midway
Ngày 5 tháng 6 năm 1942, Đô đốc Yamamoto Isoroku, Tư lệnh Hạm đội Liên hợp Nhật Bản đã ra lệnh cho Hải đội Tuần dương 7 tiến hành bắn pháo xuống đảo san hô Midway nhằm chuẩn bị cho cuộc đổ bộ lên đảo này. Lúc đó, Hải đội Tuần dương 7 và Hải đội Khu trục 8 còn cách mục tiêu 660 km (410 dặm), nên họ lao đi với tốc độ lên đến 65 km/h (35 knot); và vì biển động nên những chiếc tàu khu trục bị tụt lại. Đến 21 giờ 20 phút, mệnh lệnh bị hủy bỏ. Tuy nhiên, sự di chuyển đã đặt Hải đội Tuần dương 7 vào trong tầm bắn ngư lôi của chiếc tàu ngầm Mỹ USS Tambor, vốn bị tàu tuần dương Kumano phát hiện. Với tư cách soái hạm, Kumano ra lệnh chuyển hướng đồng loạt 45° sang mạn trái để tránh nguy cơ trúng ngư lôi. Mệnh lệnh chuyển hướng khẩn cấp được chiếc soái hạm và chiếc Suzuya thực hiện đúng; nhưng Mikuma, di chuyển thứ ba trong đội hình, đã sai lầm thực hiện chuyển hướng 90°. Phía sau nó, chiếc Mogami chuyển hướng 45° như được chỉ thị, và điều này đã dẫn đến việc va chạm, khi Mogami đâm mạnh vào hông chiếc Mikuma bên mạn trái ngay bên dưới cầu tàu. Mũi của chiếc Mogami bị biến dạng và nó bị hư hỏng nặng; trong khi bồn chứa dầu bên mạn trái chiếc Mikuma bị vỡ và nó bị tràn dầu, nhưng dù sao thiệt hại đối với nó là nhẹ. Các tàu khu trục Arashio và Asashio được lệnh ở lại phía sau để hộ tống Mogami và Mikuma. Sáng hôm sau, 6 tháng 6 năm 1942 lúc 05 giờ 34 phút, Mikuma và Mogami đang rút lui bị tấn công từ trên tầm cao bởi tám máy bay ném bom Boeing B-17 Flying Fortress xuất phát từ Midway, nhưng tất cả các quả bom đều trượt. Đến 08 giờ 05 phút, sáu chiếc máy bay ném bom bổ nhào Douglas SBD Dauntless thuộc Thủy quân Lục chiến cùng sáu chiếc Vought SB2U Vindicator từ Midway lại tấn công Mikuma và Mogami nhưng chúng chỉ ném được những quả bom suýt trúng đích.

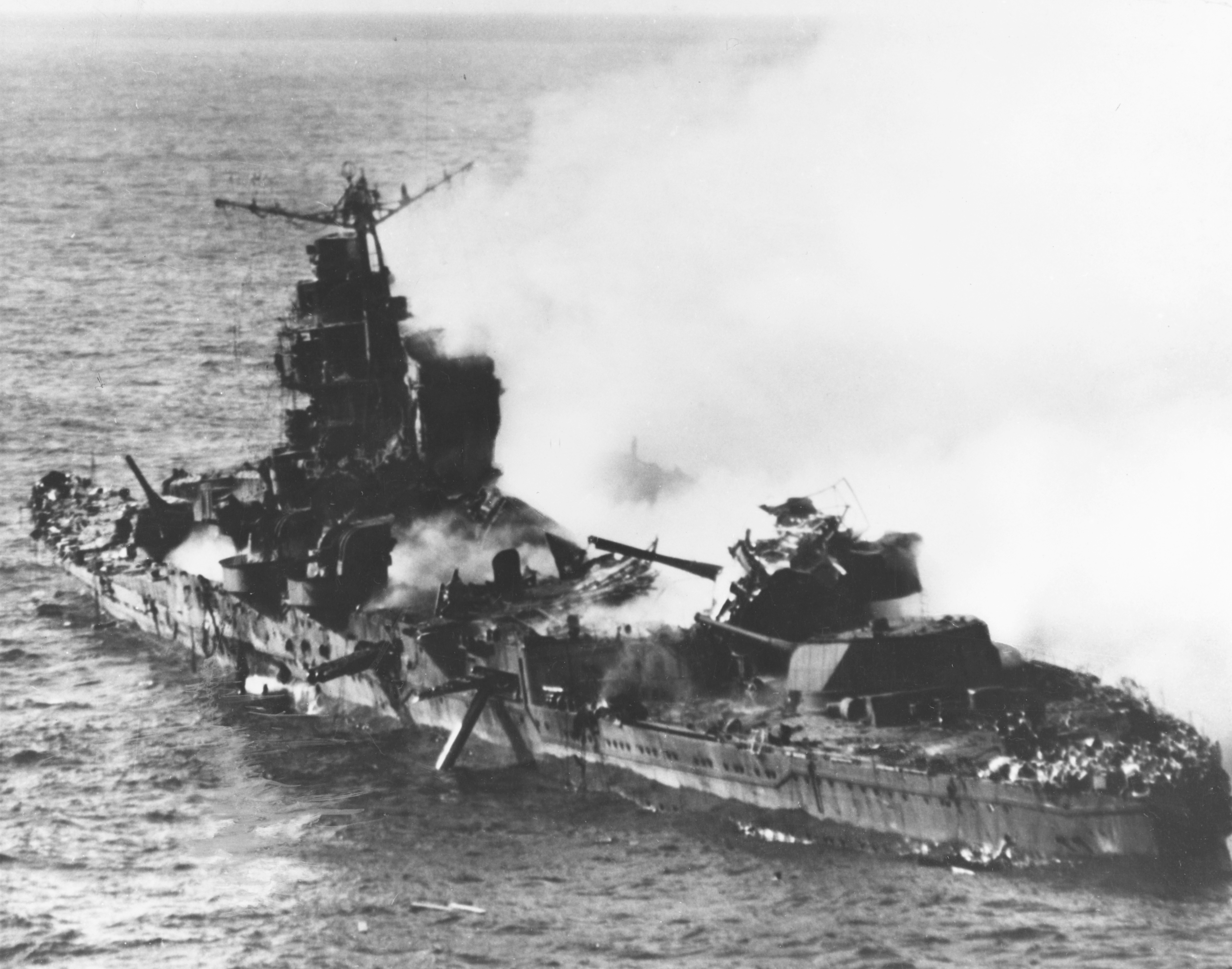
Mikuma đang chìm trong trận Midway

Mikuma và Mogami đang trên đường hướng đến đảo Wake khi chúng lại bị tấn công. Lần này là ba đợt máy bay ném bom bổ nhào với tổng cộng 31 chiếc SBD Dauntless xuất phát từ các tàu sân bay USS Enterprise và USS Hornet. Arashio và Asashio mỗi chiếc trúng một quả bom, trong khi Mogami trúng sáu quả bom và bị hư hại đáng kể nhưng có thể rút lui được. Mikuma trúng ít nhất năm quả bom ở cầu tàu, tháp chỉ huy phía trước và phía giữa tàu, và bị bốc cháy. Quả bom đánh trúng tháp chỉ huy đã vô hiệu hóa các tháp súng phía trước, quả bom đánh trúng cầu tàu gây một số thương vong, trong khi quả bom nổ phía giữa tàu làm kích nổ các quả ngư lôi và các vụ nổ phát sinh đã phá hủy toàn bộ con tàu. Thuyền trưởng Sakiyama bị thương nặng. Mikuma nghiêng qua mạn trái và chìm tại tọa độ 29°20′B 173°30′Đ / 29,333°B 173,5°Đ. Các nguồn khác cho rằng có thể Asashio hay Suzuya đã phóng ngư lôi đánh đắm Mikuma vào ngày hôm sau.
Asashio cứu được Thuyền trưởng Sakiyama, và sau đó chuyển ông sang chiếc Suzuya để tiếp tục chữa trị, nhưng ông mất bốn ngày sau đó do vết thương quá nặng. Mogami, Asashio và Arashio vớt được 240 người sống sót, nhưng có đến 650 người đã chìm theo con tàu. Đến ngày 9 tháng 6 năm 1942, tàu ngầm Mỹ USS Trout vớt thêm được hai người sống sót từ chiếc Mikuma và đưa các tù binh chiến tranh này về Trân Châu Cảng.
Mikuma được rút khỏi danh sách Đăng bạ Hải quân vào ngày 10 tháng 8 năm 1942.

## Danh sách thuyền trưởng
- Yoshida Tsunemitsu (sĩ quan trang bị trưởng): 1 tháng 6 năm 1934 - 4 tháng 7 năm 1934
- Suzukida Kozo (sĩ quan trang bị trưởng): 4 tháng 7 năm 1934 - 29 tháng 8 năm 1935
- Suzukida Kozo: 29 tháng 8 năm 1935 - 11 tháng 11 năm 1935
- Takeda Moriji: 11 tháng 11 năm 1935 - 1 tháng 12 năm 1936
- Iwagoe Kanki: 1 tháng 12 năm 1936 - 1 tháng 12 năm 1937
- Irifune Naosaburo: 1 tháng 12 năm 1937 - 15 tháng 11 năm 1938
- Hiraoka Kumeichi: 15 tháng 11 năm 1938 - 15 tháng 12 năm 1938
- Abe Koso: 15 tháng 12 năm 1938 - 20 tháng 7 năm 1939
- Kubo Kyuji: 20 tháng 7 năm 1939 - 15 tháng 11 năm 1939
- Kimura Susumu: 15 tháng 11 năm 1939 - 1 tháng 11 năm 1940
- Sakiyama Shakao: 1 tháng 11 năm 1940 - 6 tháng 6 năm 1942 (tử thương – được truy phong Chuẩn Đô đốc)